# Vieu-d'Izenave
Vieu-d'Izenave è un comune francese di 717 abitanti situato nel dipartimento dell'Ain della regione dell'Alvernia-Rodano-Alpi.

## Società

### Evoluzione demografica
Abitanti censiti